# Pretending

Кадр из клипа

Pretending — первый сингл финской рок-группы HIM с их третьего студийного альбома Deep Shadows and Brilliant Highlights. На альбом композиция вошла под пятым номером, сингл достиг высоких позиций в европейских чартах и попал в широкую ротацию на радио.
В 2006 году «Pretending» была выпущена вместе с композицией «In Joy and Sorrow» в качестве двойного сингла на компиляции Uneasy Listening Vol. 1. (См. In Joy And Sorrow/Pretending). Сингл достиг первого места в финском чарте.
Режиссёром для клипа, в котором музыканты играют в брутальных декорациях, а камера совершает головокружительные манёвры, стал Кевин Годли.

## Списки композиций
Международная версия
| №  | Название                                    | Длительность |
| -- | ------------------------------------------- | ------------ |
| 1. | «Pretending»                                | 3:42         |
| 2. | «Pretending» (Alternative mix)              | 3:59         |
| 3. | «Pretending» (The Cosmic Pope Jam version)  | 8:02         |
| 4. | «Please Don't Let It Go» (Acoustic version) | 4:36         |
| 5. | «Lose You Tonight» (Caravan version)        | 6:08         |
| 6. | «Pretending» (Multimedia Track Video)       |              |

Альтернативное издание
| №  | Название                                    | Длительность |
| -- | ------------------------------------------- | ------------ |
| 1. | «Lose You Tonight» (Caravan version)        | 6:08         |
| 2. | «Please Don't Let It Go» (Acoustic version) | 4:36         |
| 3. | «Pretending» (Alternative mix)              | 3:59         |
| 4. | «Pretending» (The Cosmic Pope Jam version)  | 8:02         |

## Чарты
| Чарт                   | Позиция |
| ---------------------- | ------- |
| Austrian Singles Chart | 36      |
| German Singles Chart   | 10      |
| Finnish Singles Chart  | 1       |
| Swiss Singles Chart    | 32      |